# 21 septembrie
ianuarie • februarie • martie  • aprilie  • mai  • iunie  • iulie  • august  • septembrie  • octombrie  • noiembrie  • decembrie
21 septembrie este a 264-a zi a calendarului gregorian și a 265-a zi în anii bisecți. Mai sunt 101 zile până la sfârșitul anului.

## Evenimente

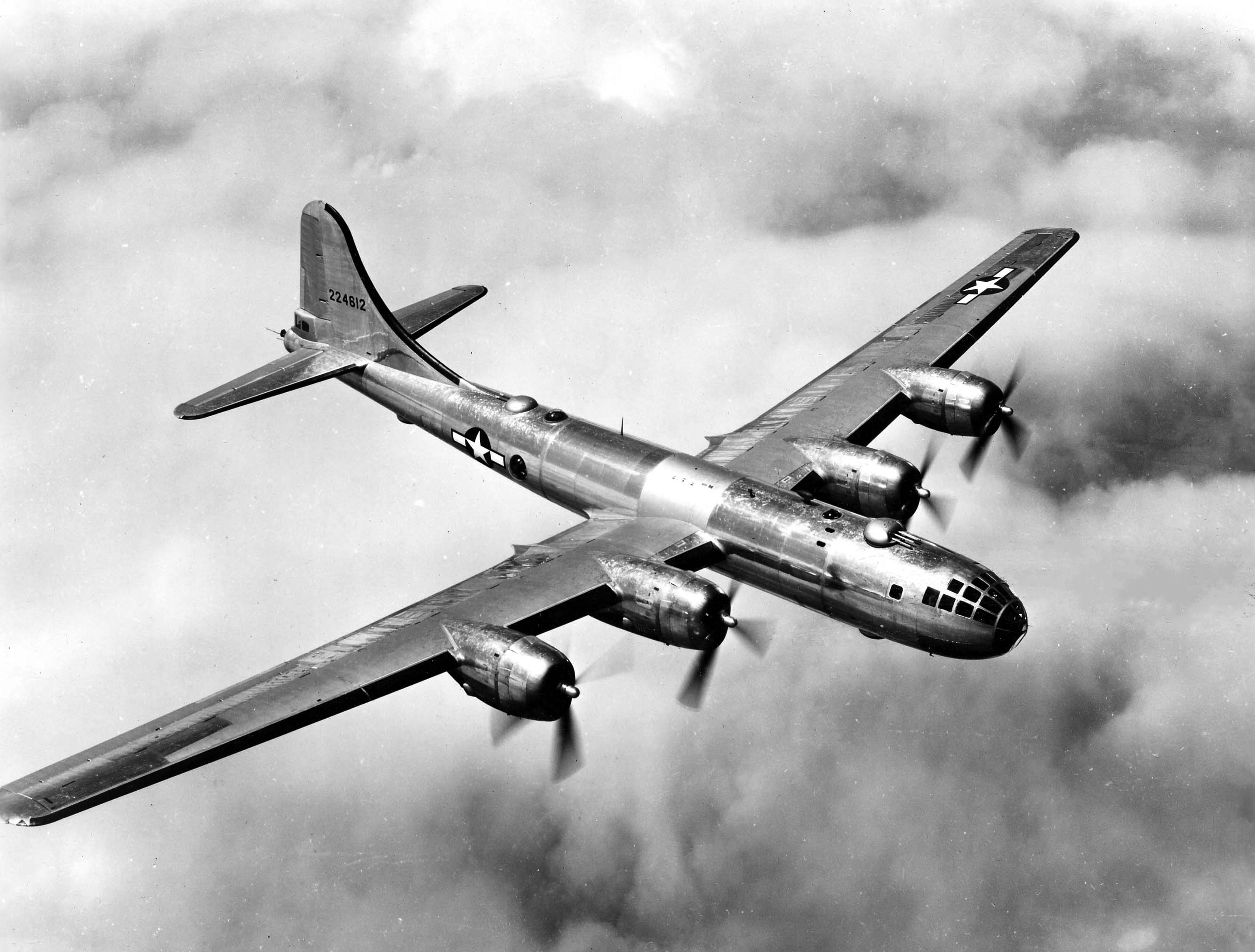
1942: Boeing B-29 Superfortress își face zborul inaugural. Se va dovedi a fi cel mai mare și mai puternic bombardier din cel de-Al Doilea Război Mondial.

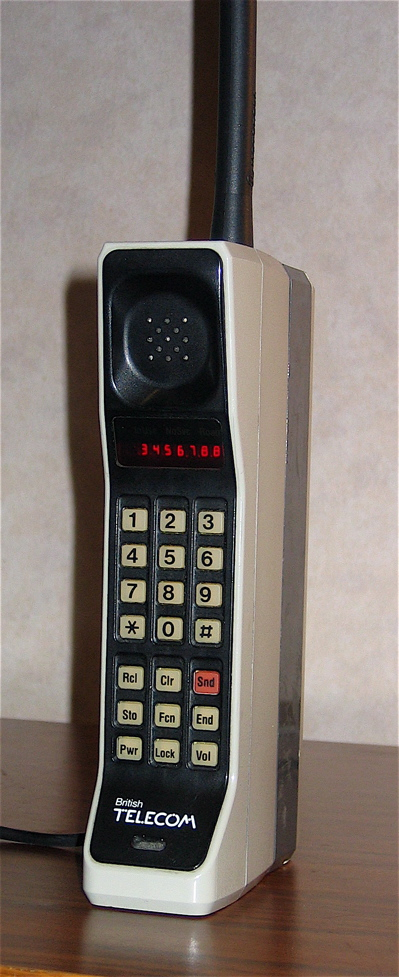
1983: Primul telefon mobil din lume - Motorola DynaTAC 8000X.

- 1327: Regele Eduard al II-lea al Angliei, care a renunțat la tron în ianuarie, este ucis în închisoare, în castelul Berkeley (Gloucestershire).
- 1435: Tratatul de la Arras este promulgat, determinând Burgundia să schimbe tabăra în Războiul de 100 de Ani.[1]
- 1538: În Moldova își începe domnia Ștefan Lăcustă, nepotul lui Ștefan cel Mare, și va domni 2 ani.
- 1792: Convenția Națională Franceză, constituită în Franța cu o zi înainte, votează pentru abolirea monarhiei. Instaurarea primei Republici Franceze.
- 1847: Are loc inaugurarea primei lucrări moderne de alimentare cu apă a Bucureștiului - "Stabilimentul fântânilor de la Mihai Vodă".
- 1881: Primul Congres Internațional de Electricitate adoptă ohmul ca unitate de măsură pentru rezistența electrică. Îl onorează pe fizicianul german Georg Simon Ohm și munca sa.[2]
- 1937: A apărut pentru prima oară romanul Hobbitul de J. R. R. Tolkien.
- 1938: Uraganul New England lovește nord-estul Long Island din New York. 682-800 de oameni sunt uciși, mai mult de 57.000 de case sunt avariate sau distruse. Prejudiciul este estimat la 306 milioane de dolari SUA.
- 1939: Prim-ministrul Armand Călinescu este asasinat, la București, de un comando legionar condus de avocatul Miti Dumitrescu.
- 1939: Asasinatele din 21/22 septembrie 1939: În urma uciderii prim-ministrului Armand Călinescu, la ordinul regelui Carol al II-lea, au fost asasinați fără judecată, în lagăre și pe întregul cuprins al țării, de către jandarmi, 252 de persoane, dintre care 105 membri ai Mișcării Legionare. Cadavrele a câte 3, 4 legionari au fost scoase în stradă și lăsate acolo vreme de trei zile.
- 1942: Boeing B-29 Superfortress își face zborul inaugural. Se va dovedi a fi cel mai mare și mai puternic bombardier din cel de-Al Doilea Război Mondial.[3]
- 1964: Malta își obține independența față de Regatul Unit, dar rămâne în Commonwealth.
- 1971: Bahrain, Bhutan și Qatar devin membre ale Națiunilor Unite.
- 1972: Președintele filipinez Ferdinand Marcos începe un regim autoritar prin declararea legii marțiale.
- 1976: Seychelles devine membră a Națiunilor Unite.
- 1983: Telefonul mobil Motorola DynaTAC 8000X, în greutate de 800 de grame, a primit aprobare de la Comisia Federală de Comunicații din SUA și va deveni primul telefon mobil din lume.
- 1990: Tribunalul Militar Teritorial București l-a condamnat pe Nicu Ceaușescu la 20 de ani de închisoare, 10 ani de interdicție a unor drepturi și degradare militară. În noiembrie 1992 a rămas în picioare doar acuzația de port ilegal de armă, pentru care a primit 5 ani de detenție și a fost pus în libertate condiționată pe motive medicale.
- 1999: Taiwanul este zguduit de un cutremur major. Aproximativ 2.400 de persoane au fost ucise.
- 2003: Sonda spațială Galileo a NASA își termină misiunea de studiere a planetei Jupiter și a sateliților săi și este trimisă controlat în atmosfera planetei Jupiter.[4]

## Nașteri

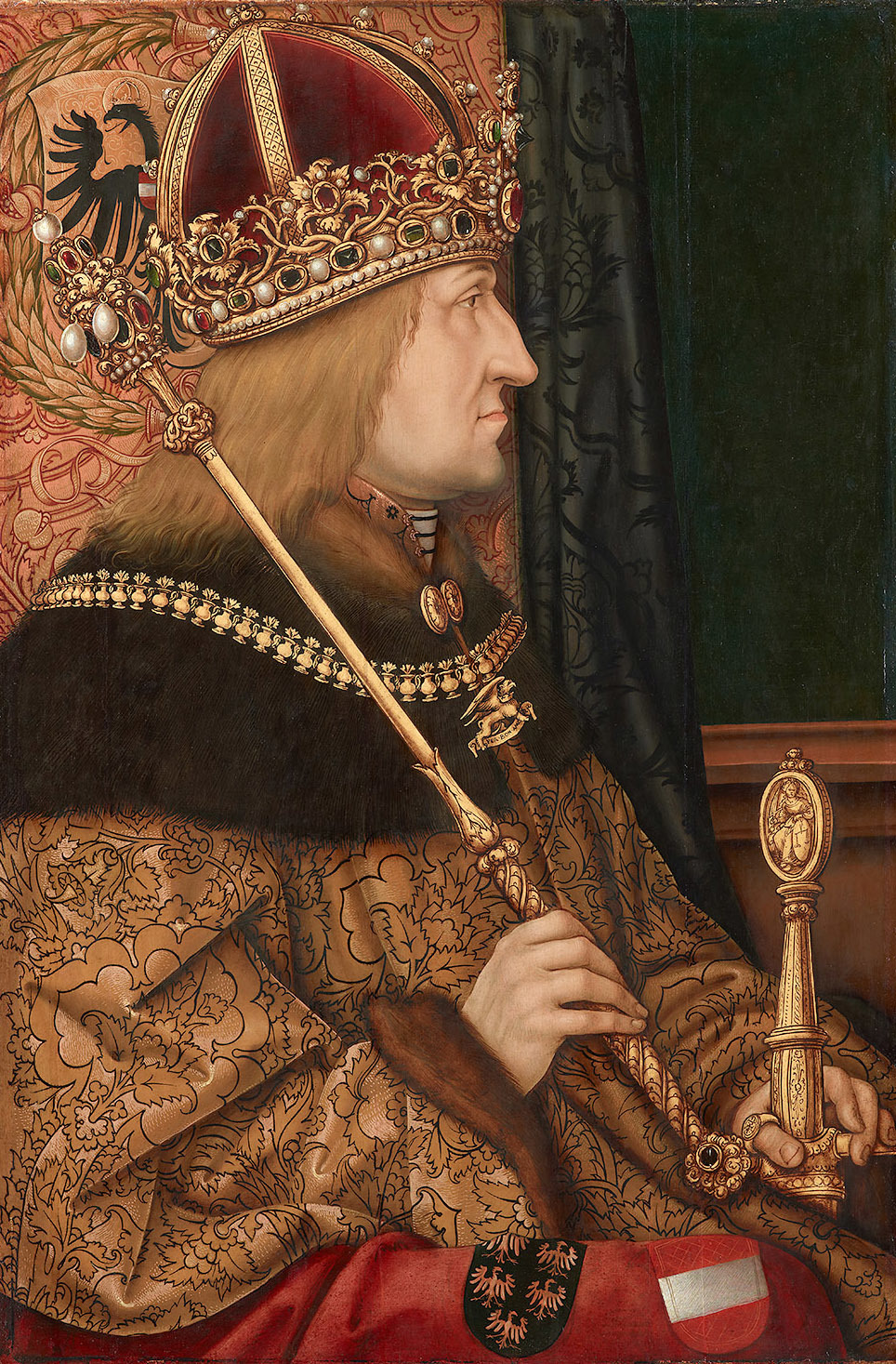
Frederic al III-lea, Împărat Roman
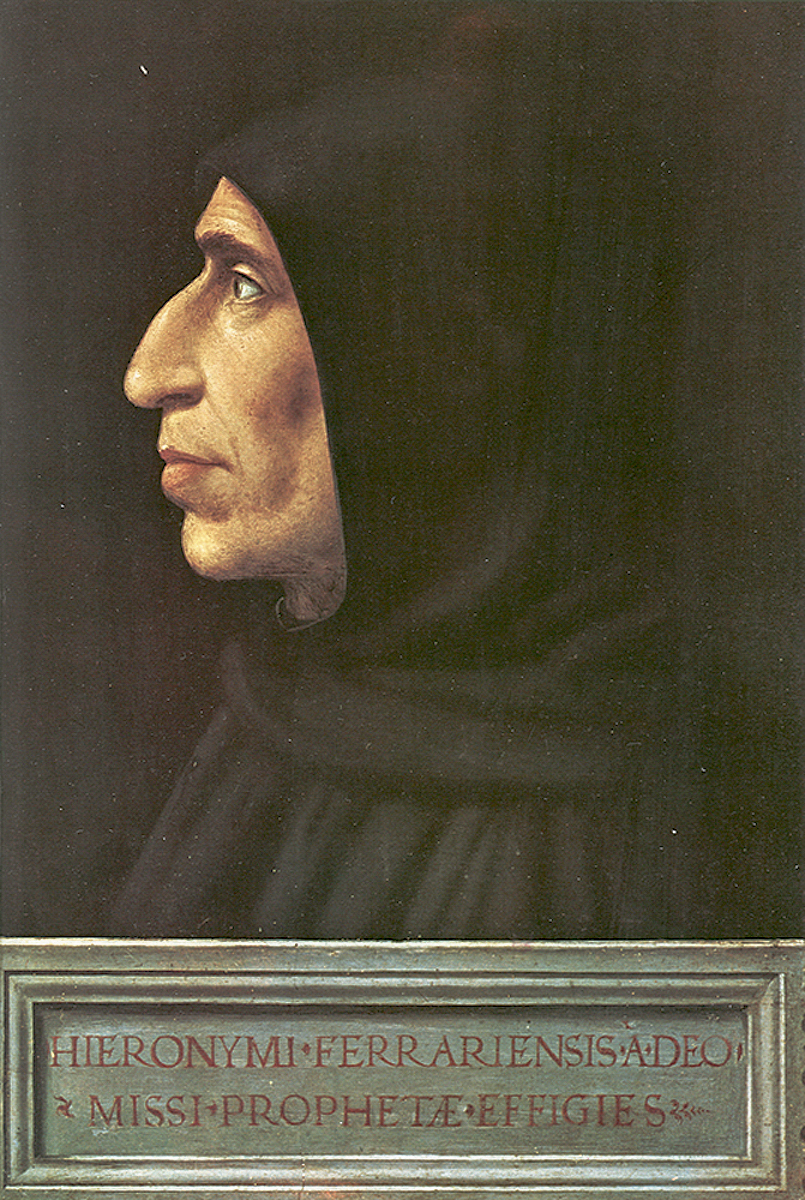
Girolamo Savonarola, teolog și politician italian
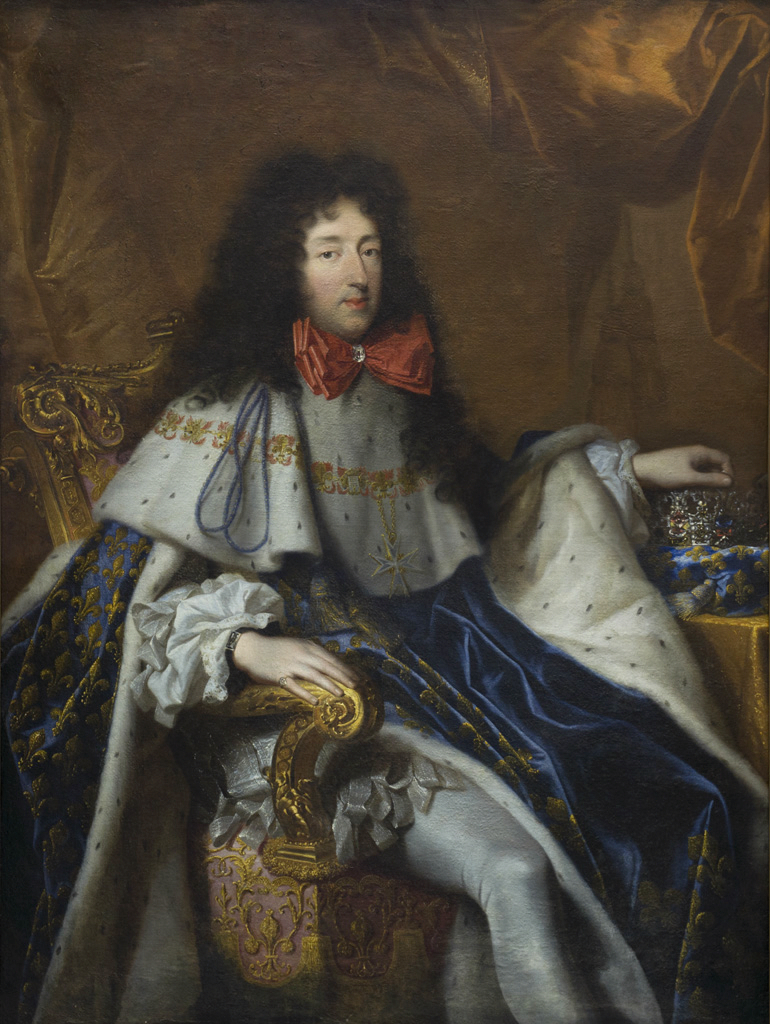
Filip I, Duce de Orléans, fratele regelui Ludovic al XIV-lea al Franței

- 1411: Richard Plantagenet, Duce de York (d. 1493)
- 1415: Frederic al III-lea, Împărat Roman (d. 1493)
- 1452: Girolamo Savonarola, teolog și politician italian (d. 1498)
- 1562: Vincenzo I, Duce de Mantua  (d. 1612)
- 1640: Filip I, Duce de Orléans, fratele regelui Ludovic al XIV-lea al Franței (d. 1701)
- 1706: Polixena de Hesse-Rotenburg, regină consort a Sardinei (d. 1735)
- 1722: Gisela Agnes de Anhalt-Köthen, ducesă de Anhalt-Dessau (d. 1751)
- 1756: John Loudon MacAdam, constructor de străzi (d. 1836)
- 1788: Wilhelmine de Baden, Mare Ducesă de Hesse și de Rin (d. 1836)
- 1791: István Széchenyi, reformist maghiar  (d. 1860)
- 1792: Johann Peter Eckermann, poet și memorialist german, secretarul particular al lui Goethe (d. 1854)
- 1812: Claudine Rhédey, nobilă din Transilvania (d. 1841)
- 1819: Louise Marie Thérèse d'Artois, soția lui Carol al III-lea, Duce de Parma (d. 1864)
- 1840: Murad al V-lea, sultan otoman (d. 1904)
- 1842: Abd-ul-Hamid al II-lea, sultan otoman (d. 1918)
- 1848: Prințesa Marie Isabelle d'Orléans, infantă a Spaniei și contesă de Paris (d. 1919)
- 1853: Heike Kamerlingh Onnes, fizician olandez, laureat al Premiului Nobel (d. 1926)
- 1861: Marius Borgeaud, pictor elvețian (d. 1924)

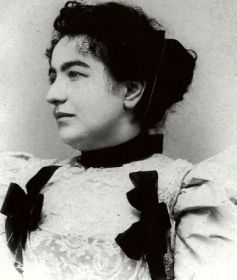
Elena Văcărescu, scriitoare și traducătoare franceză de origine română
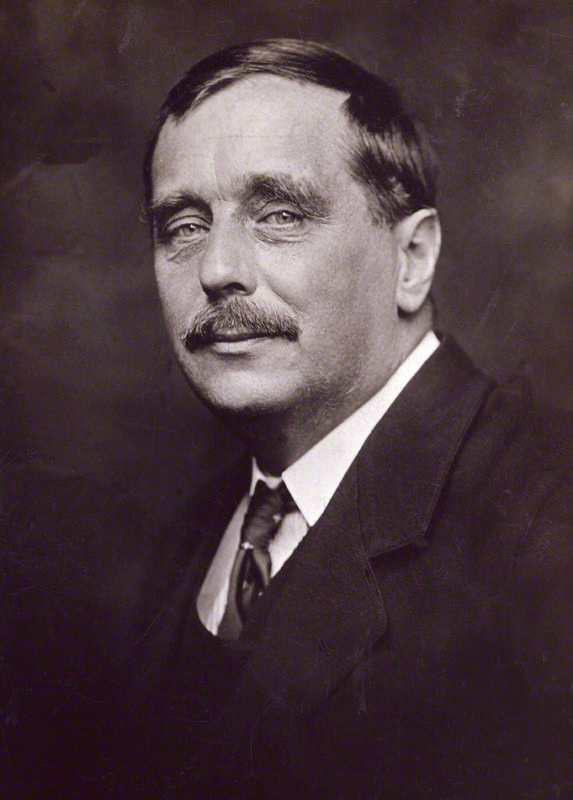
H.G. Wells, scriitor britanic
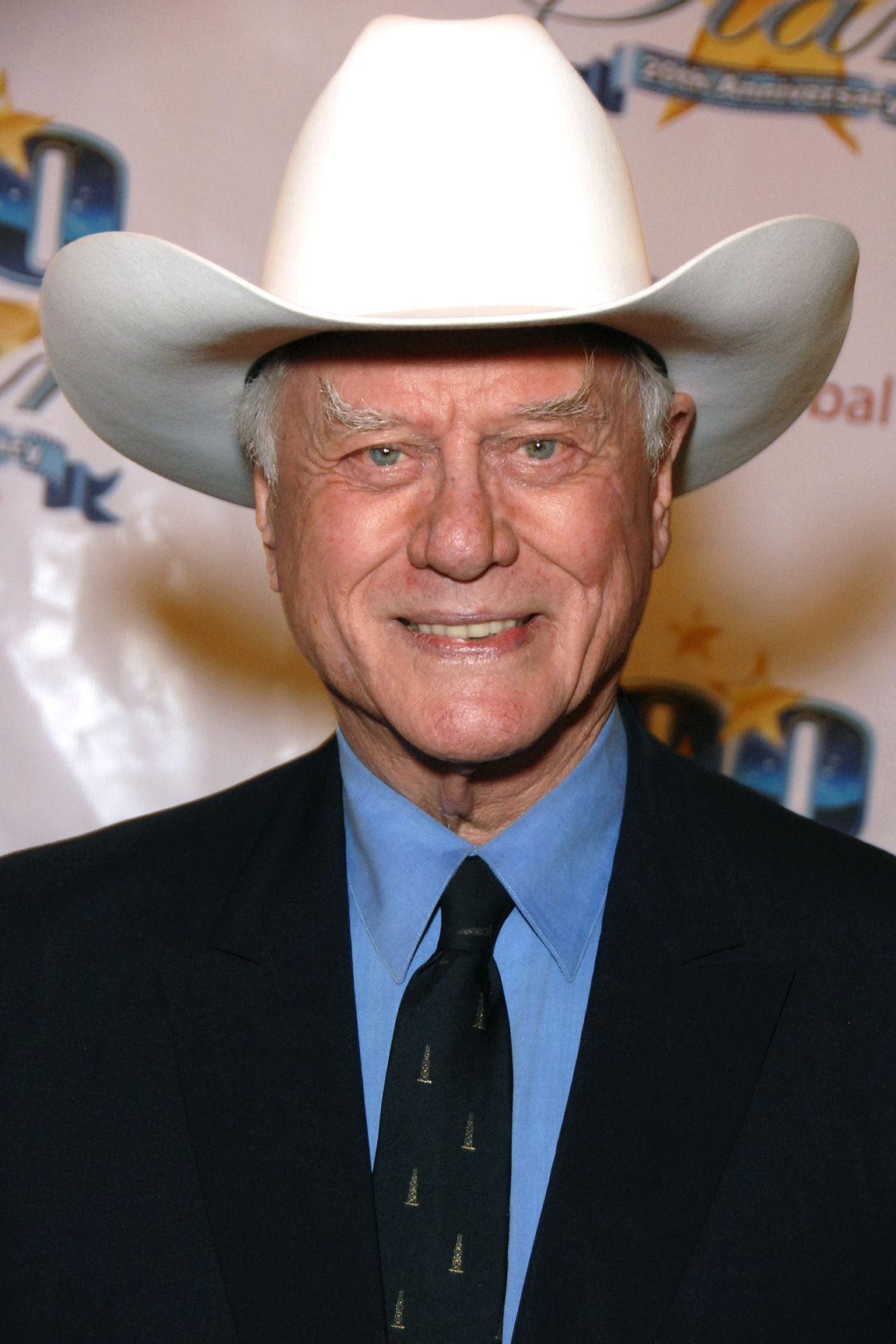
Larry Hagman, actor american

- 1864: Elena Văcărescu, scriitoare și traducătoare franceză de origine română (d. 1947)
- 1866: H.G. Wells, scriitor și jurnalist britanic (d. 1946)
- 1866: Charles Nicolle, medic și bacteriolog francez, laureat al Premiului Nobel (d. 1936)
- 1873: Papa Jack Laine, muzician american (jazz) (d. 1966)
- 1874: Gustav Holst, compozitor britanic (d. 1934)
- 1875: Henric Stanielevici, critic literar și estetician (d. 1951)
- 1912: Chuck Jones, animator american (d. 2002)
- 1919: Gheorghe D. Marinescu, matematician român (d. 1987)
- 1920: Carmen Jiménez, pictoriță și sculptoriță spaniolă (d. 2016)
- 1926: Donald Arthur Glaser, fizician și neurobiolog american, laureat Nobel (d. 2013)
- 1929: Sándor Kocsis, fotbalist și antrenor de fotbal maghiar (d. 1979)
- 1931: Larry Hagman, actor american (d. 2012)
- 1931: Dem Rădulescu, actor român (d. 2000)
- 1934: Leonard Cohen, cantautor canadian (d. 2016)

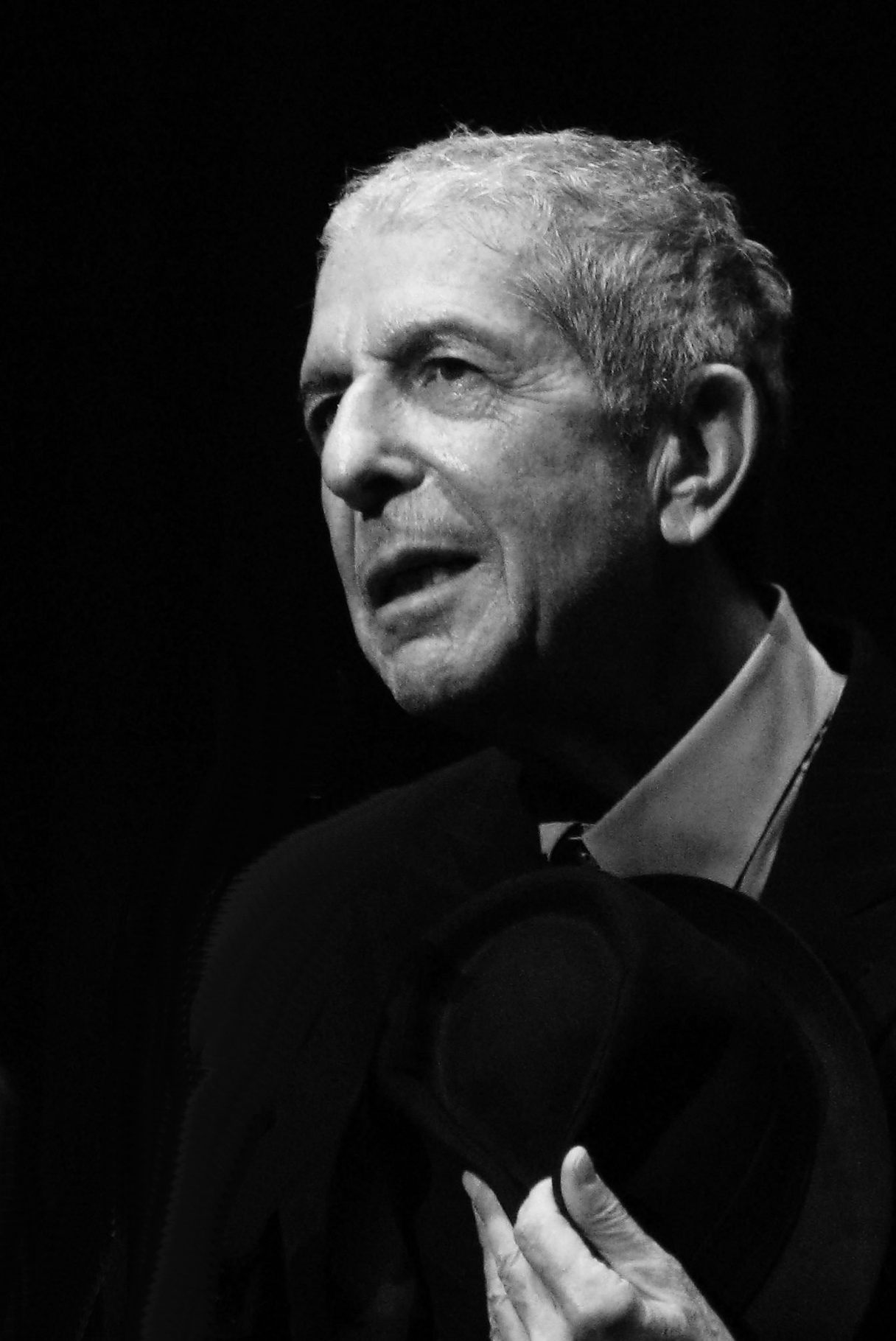
Leonard Cohen, cântăreț canadian
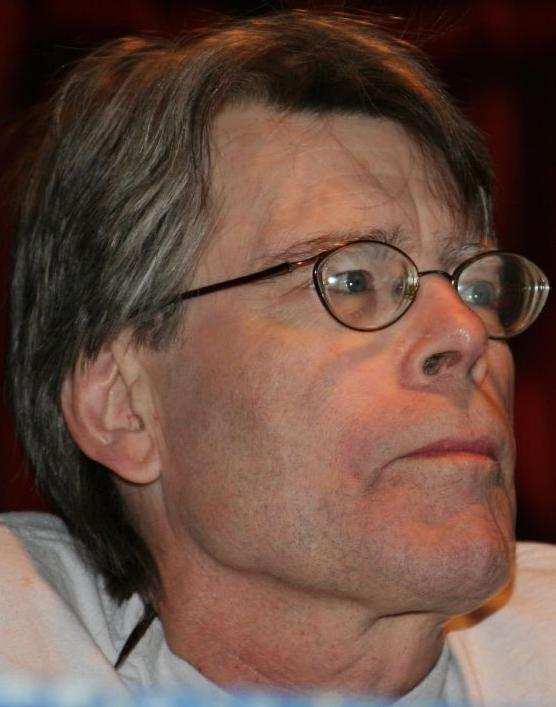
Stephen King, scriitor american
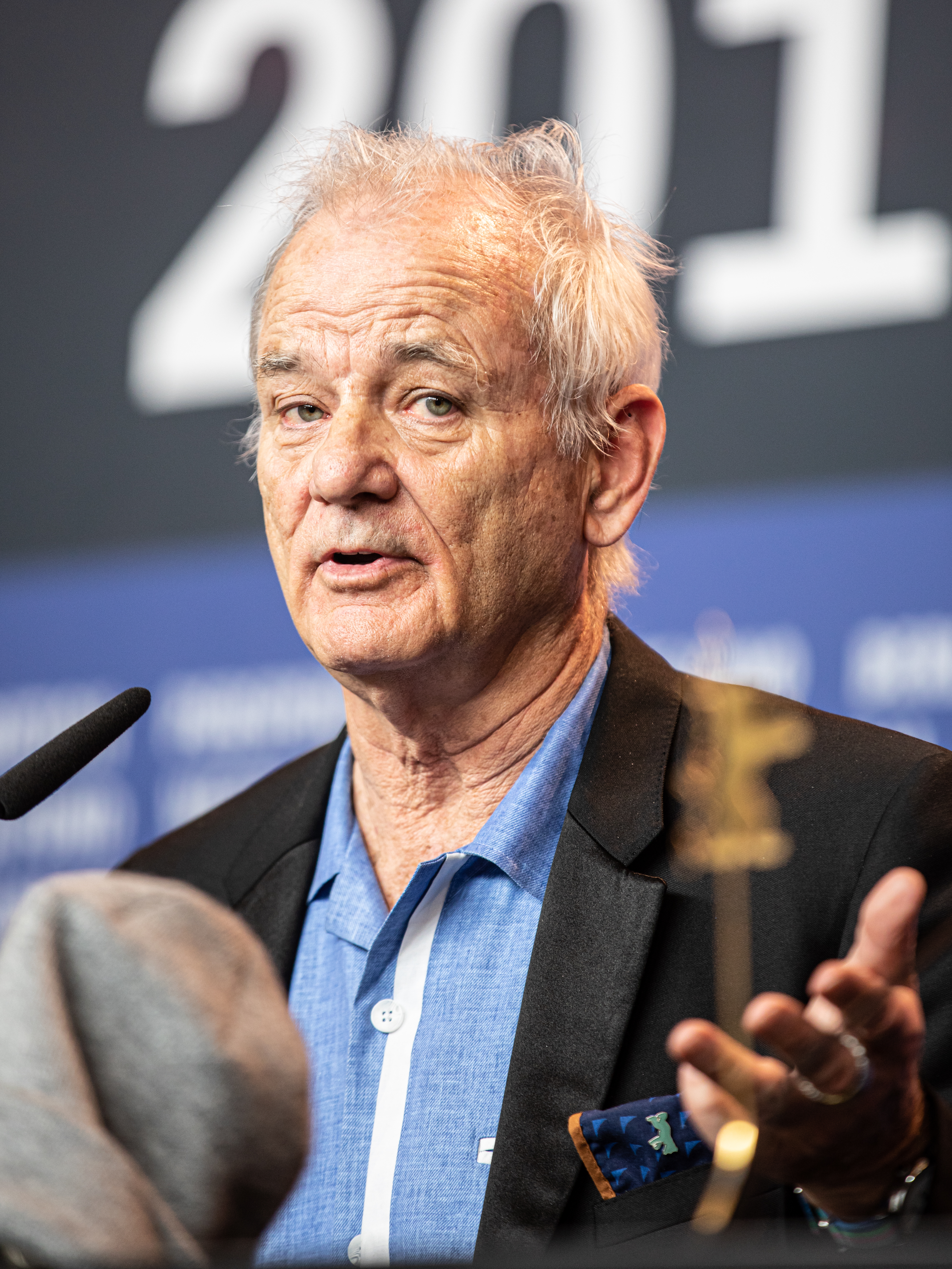
Bill Murray, actor american

- 1935: Henry Gibson, actor american (d. 2009)
- 1944: Fannie Flagg, actriță, romancieră americană
- 1945: Jerry Bruckheimer, producător american
- 1946: Moritz Leuenberger, membru al Consiliului Federal Elvețian
- 1946: Gheorghe Zamfirescu, jucător român de polo pe apă
- 1947: Stephen King, scriitor american
- 1947: Marsha Norman, dramaturg american
- 1947: Don Felder, chitarist american (Eagles)
- 1949: Artis Gilmore, jucător de baschet
- 1950: Bill Murray, actor american
- 1950: Charles Clarke, politician britanic
- 1952: Valeriu Sterian, cântăreț, muzician și compozitor român de muzică folk și rock (d. 2000)
- 1954: Shinzō Abe, politician japonez, al 90-lea prim-ministru al Japoniei în perioada 2012-2020 (d. 2022)
- 1955: Ducu Bertzi, cantautor și folkist român
- 1957: Ethan Coen, regizor de filme
- 1957: Kevin Rudd, politician australian, prim-ministru între anii 2007-2010 și în anul 2013
- 1959: Crin Antonescu, politician român

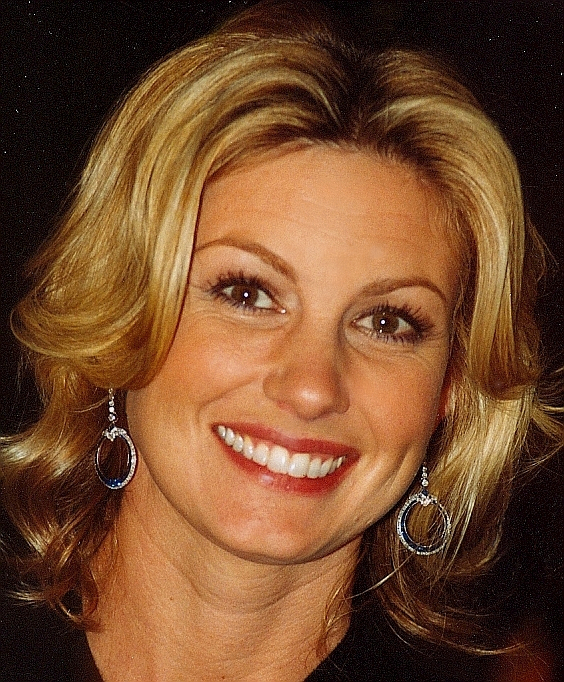
Faith Hill, interpretă americană de muzică country
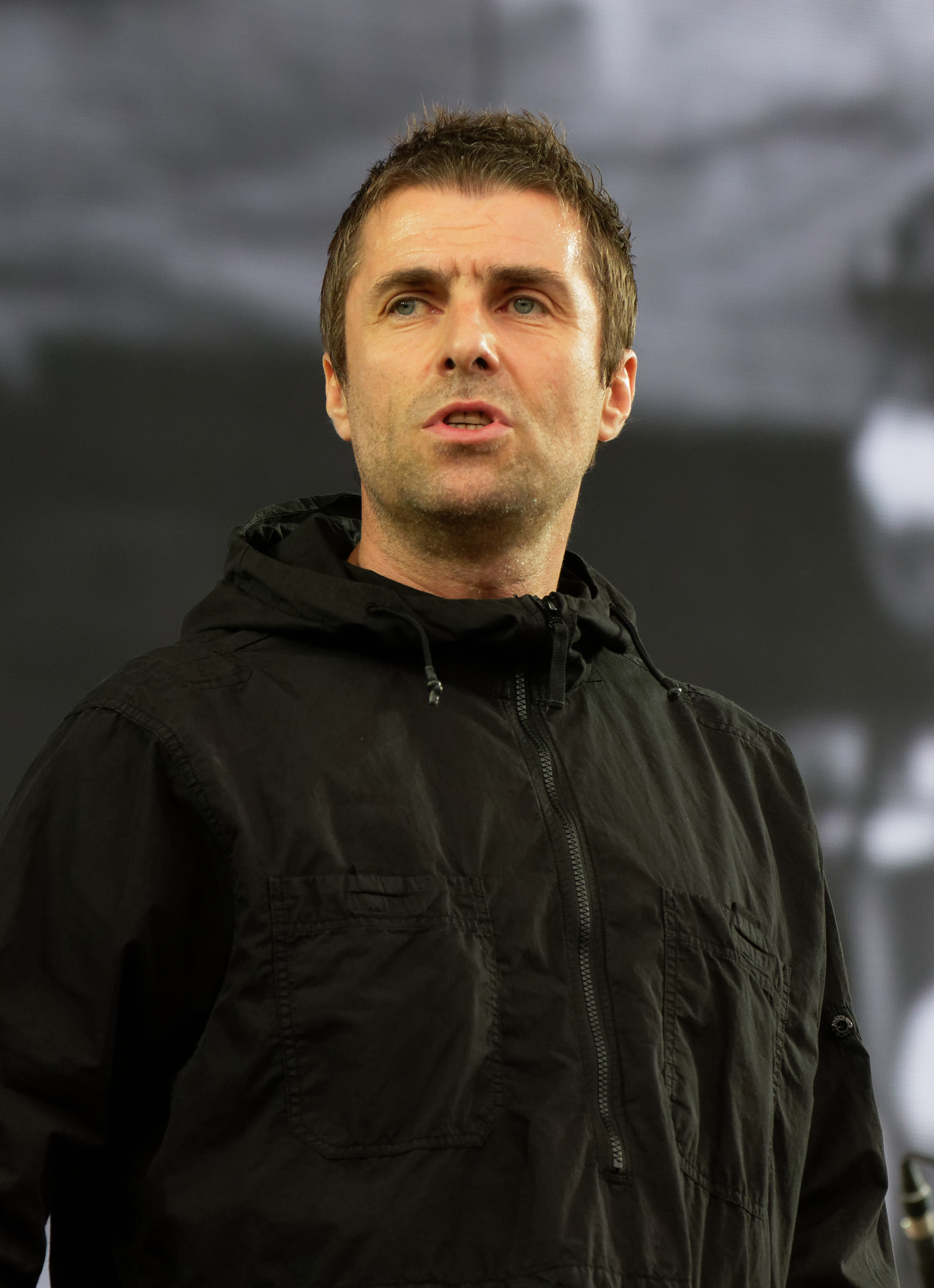
Liam Gallagher, cântăreț englez (Oasis)
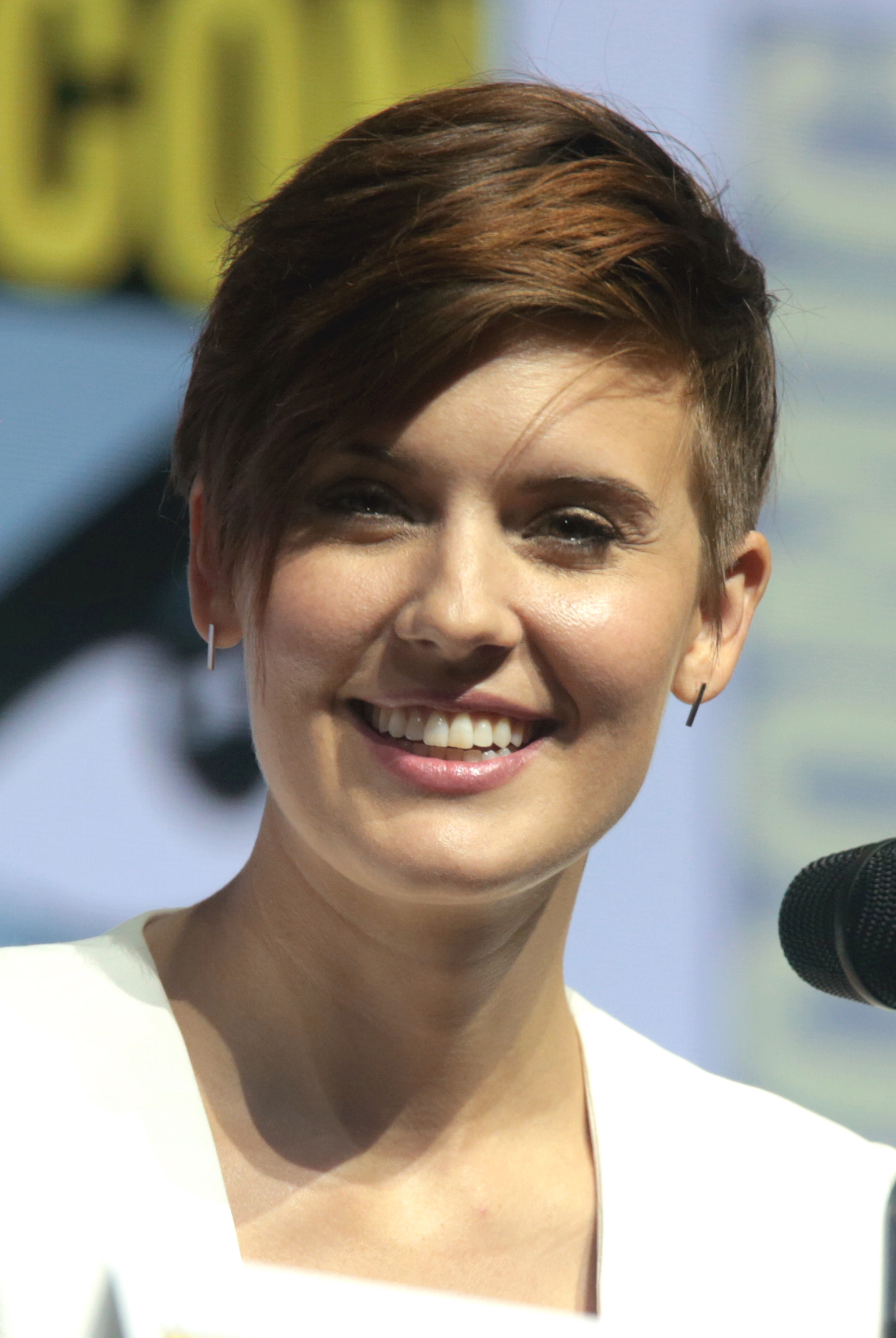
Maggie Grace, actriță americană

- 1960: Musalia Mudavadi, politician kenyan și economist, prim-secretar al Cabinetului din Kenya
- 1967: Suman Pokhrel, poet, textier, traducător și artist
- 1967: Faith Hill, interpretă americană de muzică country
- 1972: Liam Gallagher, cântăreț englez (Oasis)
- 1973: Edgars Rinkēvičs, politician leton, președinte al Letoniei
- 1977: Natalia Gavrilița, economistă, prim-ministru al Republicii Moldova
- 1980: Henriette Mikkelsen, handbalistă daneză
- 1983: Anna Favella, actriță italiană
- 1983: Maggie Grace, actriță americană
- 1985: Robert Hoffman, actor, dansator și coregraf american
- 1986: Roxana Cogianu, canotoare română
- 1986: George Simion, politician român
- 1989: Emma Watkins, cântăreață și actriță australiană (The Wiggles)
- 1991: Nicolae Soare, atlet român
- 1998: Tadej Pogačar, ciclist sloven

## Decese
- 0019 î.Hr.: Virgilius (Publius Vergilius Maro), poet roman
- 0454: Flavius Aetius (n. 396), general roman, Imperiul Roman de Apus
- 0687: Papa Conon (n. 630)
- 1235: Andrei al II-lea al Ungariei (n. 1175)
- 1327: Regele Eduard al II-lea al Angliei (n. 1284)
- 1558: Carol Quintul, împărat al Sfântului Imperiu Roman, rege al Castiliei, Aragonului, Neapolelui și al Siciliei (n. 1500)
- 1576: Girolamo Cardano, medic și matematician italian (n. 1501)
- 1832: Walter Scott, scriitor scoțian (n. 1771)
- 1842: James Ivory, matematician britanic (n. 1765)
- 1875: Prințesa Alexandra a Bavariei (n. 1826)
- 1875: Prințul Adalbert al Bavariei, fiu al regelui Ludovic I al Bavariei (n. 1828)
- 1897: Wilhelm Wattenbach, istoric german (n. 1819)

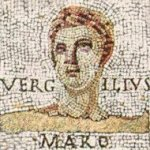
Virgilius (Publius Vergilius Maro), poet roman
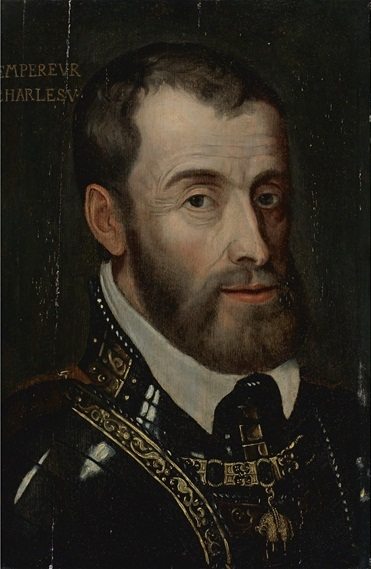
Carol Quintul, împărat al Sfântului Imperiu Roman
Arthur Schopenhauer, filozof german

- 1920: Michele Cammarano, pictor italian (n. 1835)
- 1939: Armand Călinescu, prim-ministru al României (asasinat) (n. 1893)
- 1954: Kokichi Mikimoto, inventator japonez (n. 1858)
- 1957: Regele Haakon al VII-lea al Norvegiei (n. 1872)
- 1860: Arthur Schopenhauer, filozof german (n. 1788)
- 1961: Claudia Millian, poetă, soția poetului Ion Minulescu (n. 1887)
- 1962: Prințesa Marie Bonaparte, prințesă a Greciei și Danemarcei (n. 1882)
- 1971: Bernardo Houssay, medic, biolog și fiziolog argentinian, (Premiul Nobel pentru Medicină în 1947), (n. 1887)
- 1974: Jacqueline Susann, scriitoare americană (n. 1918)
- 1974: Walter Brennan, actor american (n. 1894)
- 1987: Jaco Pastorius, basist (ch. bas) american de jazz (n. 1951)
- 1992: Ion Băieșu, scriitor, dramaturg, jurnalist și autor de scenarii pentru televiziune și film (n. 1933)
- 1995: Rudy Perpich, politician croato-american (n. 1928)
- 1998: Florence Griffith Joyner, sportivă americană (n. 1959)
- 2002: Robert L. Forward, scriitor american (n. 1932)
- 2010: Valentin Popa, pictor, grafician și gravor român (n. 1940)
- 2020: Arthur Ashkin, fizician american, laureat Nobel (n. 1922);
- 2020: Michael Lonsdale, actor francez (n. 1931)

## Sărbători
- Ziua Internațională a Păcii
- Ziua Internațională de luptă împotriva bolii Alzheimer
- Sfântul Apostol și Evanghelist Matei (Biserica Romano-Catolică)